# Moncure (Carolina del Norte)
Moncure es un lugar designado por el censo ubicado en el condado de Chatham en el estado estadounidense de Carolina del Norte. La localidad en el año 2010, tenía una población de 711 habitantes.

## Geografía
Moncure se encuentra ubicado en las coordenadas 35°37′36.24″N 79°4′53.53″O / 35.6267333, -79.0815361.